# Митко Димитрашков
Митко Димитрашков е роден в с. Връв, Видинско през 1933 г. Агроном по професия. Работил е в ТКЗС - Връв, МТС - Гъмзово, ТКЗС - Ново село, Министерството на земеделието, ЦКС и в продължение на 24 години - в Държавно стопанско обединение "Зърнени храни и фуражна промишленост" - София.
Израства от участъков агроном до заместник-генерален директор на обединение и е уважаван, като висококвалифициран специалист. Професията му дава възможност да посещава много селища в страната, да пътува и в различни държави на Европа. Живее с болките и радостите на хората и безпределно обича родния си край и България.

Автор е на стихосбирките:
„Видения край Дунав“  2003 г.
„Моите стихове - видения“  2015 г.
„Родино моя - стихове“  2016 г.
Както и на книгата:
„По пътя на моя живот“  2016 г.